# Министерство печати и массовых коммуникаций Республики Южная Осетия
Государственный комитет информации и печати Республики Южная Осетия — орган исполнительной власти Южной Осетии, проводящий информационную политику и координирующий деятельность республиканских средств массовой информации.
28 мая 1992 года образовано Министерство информации, печати и издательства Республики Южная Осетия, получившее затем современное название. В структуру входят редакции газет «Южная Осетия», «Хурзарин», «Республика» («Молодежь Осетии»), журнала «Фидиуаг», Дом печати, государственное издательство «Ирыстон», полиграфическое производственное объединение (типография) и информационно-аналитическое управление «Рес».
На официальном сайте Госкомитета cominf.org размещаются новости, комментарии, исторические сведения, аналитические материалы, обзоры СМИ.
В августе 2008 года Госкомитету было передано оборудование пресс-комплекса «Цхинвал — 2008».
31 октября 2008 года комитет преобразован в Министерство печати и массовых коммуникаций

## Руководители
- Станислав Кочиев (со дня основания — 9 июня 1999),
- Коста Дзугаев (17 августа 1999 — 25 сентября 2001),
- Мадина Остаева (27 сентября 2001 — 27 декабря 2001),
- Ирина Гаглоева (2 сентября 2002 г. — 31 октября 2009).
- Георгий Кабисов (30 сентября 2009 г. — по декабрь 2011)
- Мая Харебова (декабрь 2011 г. — май 2012 года),
- Инал Тибилов (май 2012 г. — март 2013 год),
- Вячеслав Гобозов (с 15 марта 2013 года по настоящее время)